# Ralph Howard (1er vicomte Wicklow)
Ralph Howard (1726 - 26 juin 1786) est un homme politique anglo-irlandais et un pair. 

## Biographie
Ralph Howard est né à Shelton Abbey, Comté de Wicklow, le fils aîné du révérend Robert Howard (évêque) (1670-1740), évêque d'Elphin. Il est haut-shérif de Wicklow en 1749 et du comté de Carlow en 1754. En 1761 et 1768, il est élu député du comté de Wicklow et de l'arrondissement de St Johnstown, choisissant de siéger pour le comté. 
En mai 1770, il est nommé au Conseil privé d'Irlande et le 12 juillet 1776, il est élevé à la Pairie d'Irlande en tant que baron Clonmore de Clonmore Castle, comté de Carlow. En juin 1785, il est créé vicomte Wicklow et meurt un an plus tard, le 26 juin 1786. Sa veuve, Alice, fille et seule héritière de William Forward de Castle Forward, Donegal, est créée comtesse de Wicklow à part entière le 20 décembre 1793. Elle est décédée le 7 mars 1807. Leur fils, Robert Howard (2e comte de Wicklow), lui succède en tant que comte de Wicklow. 